# Begonia decandra
Begonia decandra är en begoniaväxtart som beskrevs av Pav. och A. Dc. Begonia decandra ingår i släktet begonior, och familjen begoniaväxter. Inga underarter finns listade i Catalogue of Life.